# Vellacher Kotschna

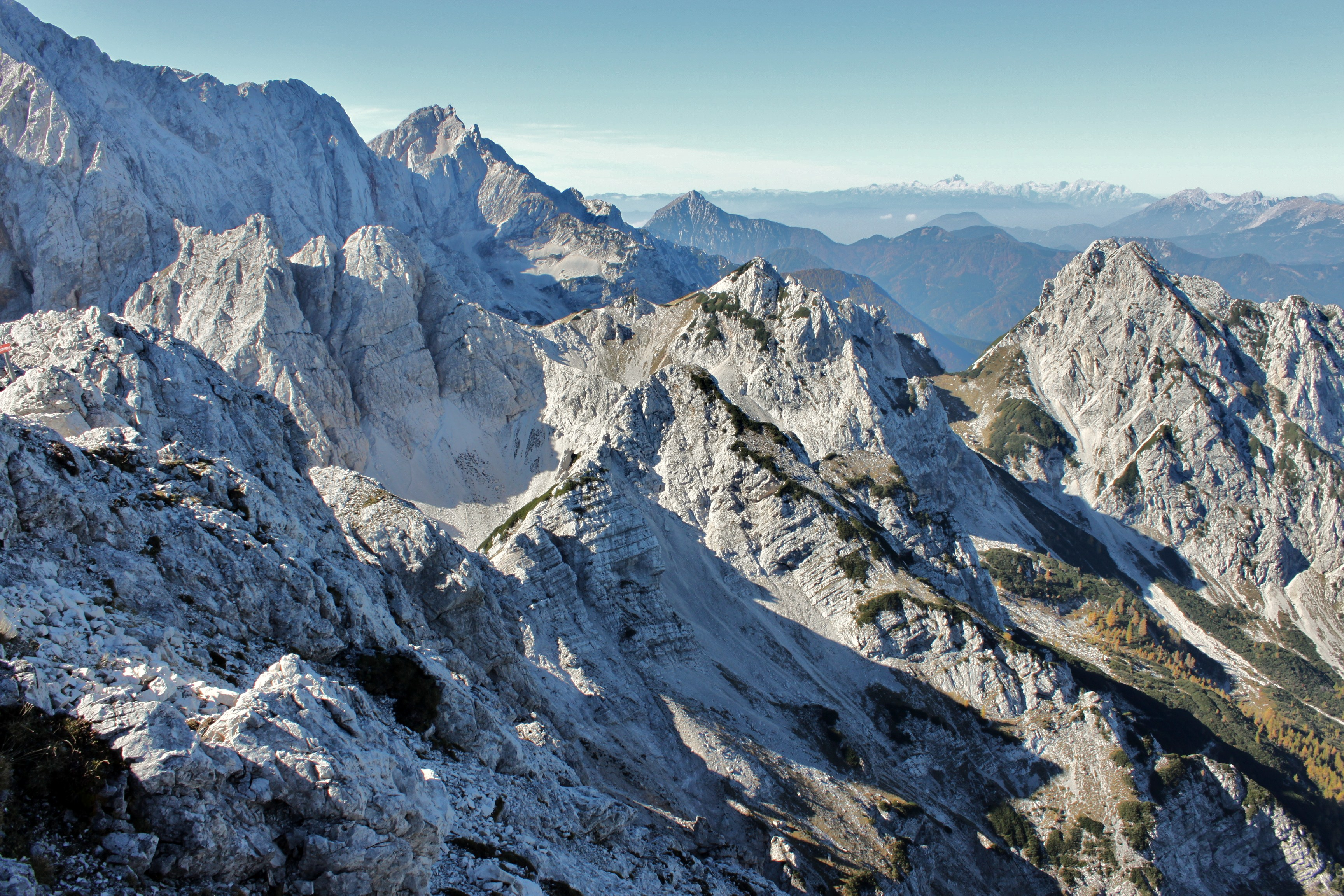
Talschluss der Vellacher Kotschna

Die Vellacher Kotschna (slow. Belska Kočna) ist ein Hochtal in den Steiner Alpen und bildet den südlichsten Zipfel Kärntens wie auch Österreichs. Sie liegt auf dem Gebiet der Gemeinde Eisenkappel-Vellach, wird von der Vellach durchflossen und ist seit 1959 ein Naturschutzgebiet (Listeneintrag).
Die Vellacher Kotschna geht im Norden in das Kotschnatal über, das nach Bad Vellach führt. Auf den restlichen drei Seiten ist sie von Bergen umgeben, deren höchster die Mrzla gora ist (2203 m). Im Süden führen der Seeländer Sattel (2034 m) ins Seeland (Jezersko) sowie der Sanntaler Sattel (1999 m) ins Logartal (Logarska dolina), beide in Slowenien gelegen.
Geologisch besteht das Gebiet aus Kalken der Trias. Nahe der Jenk-Alm gab es in der Vergangenheit ein Zinnoberbergwerk.

## Flora und Fauna
Der Talboden wird von Fichtenwald dominiert, an wasserzügigen Stellen wächst die Grau-Erle (Alnus incana). An den Talhängen wächst die Rot-Buche (Fagus sylvatica). Der Buchenwald geht in einen aufgelockerten Lärchenwald (Larix europaea) über. Dieser bildet auch die Waldgrenze. Mit dem Wald verzahnt oder diesem vorgelagert wächst ein Krummholzgürtel mit Latschen-Kiefer (Pinus mugo) und Bewimperter Alpenrose (Rhododendron hirsutum). Weiters gibt es Polster-Seggen-Rasen (Caricetum firmae) sowie Kalkschutt- und Kalkfelsspalten-Gesellschaften.

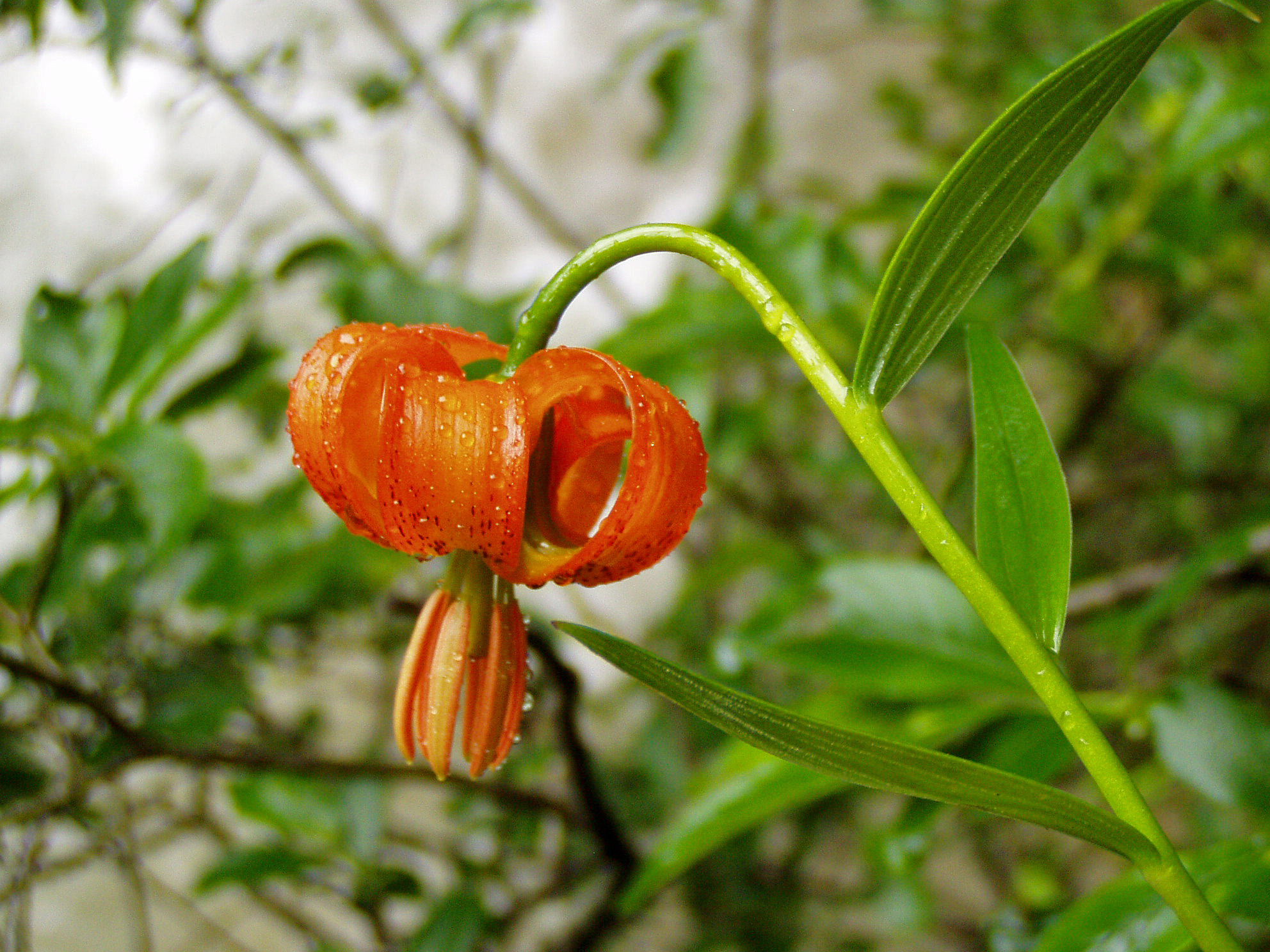
Die Krainer Lilie (Lilium carniolicum) erreicht in Südkärnten ihre nördliche Verbreitungsgrenze

Etliche Arten sind Endemiten der Südostalpen oder haben in den Karawanken ihre nördliche Verbreitungsgrenze. Floristisch interessante Arten sind unter anderen:
- Wald-Brandlattich (Homogyne sylvestris)
- Krainer Distel (Cirsium carniolicum)
- Krainer Lilie (Lilium carniolicum)
- Karawanken-Enzian (Gentiana froelichii)
- Karst-Leinkraut (Silene hayekiana)
- Zois-Glockenblume (Campanula zoysii)
- Wulfen-Primel (Primula wulfenii)
- Gelbes Mänderle (Paederota lutea)
- Kerners Täschelkraut (Thlaspi kerneri)
- Kerners Alpenmohn (Papaver kerneri)

An Tierarten sind die Kleine Turmdeckelschnecke zu nennen, deren einziger Fundort innerhalb der Alpen hier liegt, der Skorpion Euscorpius gamma (früher als Karawankenform von Euscorpius germanus geführt) sowie die Schlingnatter.

## Naturschutzgebiet
Die Vellacher Kotschna wurde 1959 zum Naturschutzgebiet erklärt (LGBl. Nr. 34/1959, 19/1960, wieder verlautbart in LGBl. Nr. 1/2003). Das Schutzgebiet umfasst 582 ha.